# Giuseppe Orlando (calciatore)
Giuseppe Orlando (Bari, 27 maggio 1938 – Castiglione Olona, 20 novembre 2023) è stato un calciatore italiano, di ruolo attaccante.

## Carriera
Giocò in Serie A con Torino e SPAL, segnando con i ferraresi a Bologna (26 ottobre 1958) la sua unica marcatura in massima serie.
Nel 1958 si laureò capocannoniere della Serie C.

## Palmarès

### Club

#### Competizioni nazionali
- Serie B: 1

Venezia: 1960-1961